# Celso Marques
Celso Marques Figueiras (Barra do Piraí, 18 de setembro de 1942 - Rio de Janeiro, 16 de setembro de 1968) foi um ator brasileiro de teatro e televisão.
Na década de 1960, destacou-se como um jovem ator que geralmente fazia o papel de vilão nas telenovelas da autora Glória Magadan. Celso chegou a cursar educação física, carreira que chegou a tentar conciliar com a de ator. Mas ele teve que optar por uma das profissões, afinal o preconceito era grande. Ele então abraça a de ator.
Começou no teatro no início dos anos 60. Trabalhou no filme Sangue na Madrugada de 1964. Se essa fita ainda existir, será talvez o único registro audiovisual de Celso, pois as telenovelas nas quais participou não existem mais. Ele fez apenas quatro, todas na TV Globo e escritas por Magadan: A Rainha Louca e O Homem Proibido de 1967, O Santo Mestiço e A Gata de Vison de 1968.
Nesta última ele viveu o vilão Comprido, mas não chegou a terminar pois morreu durante as gravações e seu personagem desapareceu da trama.
Nas primeiras horas do dia 16 de setembro de 1968, Marques dirigia seu automóvel acompanhado de dois amigos. Quando cruzou a Av. Rio Branco com a Rua da Assembleia, no centro do Rio de Janeiro, seu carro chocou-se violentamente com um ônibus. A colisão foi tão forte que o veículo do ator foi jogado de encontro a uma árvore, arrancando-a. Celso chegou a ser levado com vida para o hospital Souza Aguiar, mas não resistiu aos ferimentos, vindo a falecer dois dias antes de completar 26 anos.
Quando morreu, o ator morava no bairro de Copacabana, zona sul do Rio. Seu enterro parou Barra do Piraí.
Celso também atuou na novela O Rei dos Ciganos de Moisés Welltman em 1966.

## Teatro
1962 - Período de Ajustamento - Guarda
1962 - Zefa Entre os Homens - Zé Pium
1962/1963 - Otto Lara Resende ou Bonitinha, Mas Ordinária 
1963 - O Círculo de Giz Caucasiano - Mendigo, Chantagista, Cavaleiro
1966 - Les Girls - Psiquiatra
1966 - Orquídeas para Cláudia 
1968 - Arena Conta Tiradentes 
1968 - O Apartamento

## Trabalhos na televisão
| Ano  | Título            | Personagem |
| ---- | ----------------- | ---------- |
| 1966 | O Rei dos Ciganos |            |
| 1967 | A Rainha Louca    | Hector     |
| 1967 | O Homem Proibido  |            |
| 1968 | O Santo Mestiço   | Crispim    |
| 1968 | A Gata de Vison   | Comprido   |